# Анон (фильм)
«Ано́н» (англ. Anon) — фантастический детективный триллер Эндрю Никкола. В главных ролях: Клайв Оуэн и Аманда Сейфрид.
Выход в широкий прокат в России состоялся 10 мая 2018 года.

## Сюжет
Недалёкое будущее. Развитие технологий позволило вживить каждому человеку имплантаты дополненной реальности, с помощью которых также вся визуальная информация человека непрерывно сохраняется в «облаке» и используется ими и спецслужбами. Сформировалось новое прозрачное общество, в котором вся жизнь проходит «онлайн», а конфиденциальность и анонимность исчезли. Люди, наделённые полномочиями государством, могут просмотреть любой момент глазами любого человека и всю информацию о нём.
Главный герой, детектив Сэл Фриленд (Клайв Оуэн), потерявший сына и теперь алкоголик, по дороге на работу случайно видит странную девушку (Аманда Сейфрид) и обнаруживает, что её нет в базе данных. После работы с несколькими клиентами его вызывают на место преступления, где находится труп с простреленной головой. Запись глазами жертвы последних двух минут её жизни была каким-то образом стёрта, а вместо этого была показана запись глазами убийцы. Сэл начинает расследование и понимает, что это убийство произошло после того, как к жертве заходила неизвестная женщина.
Вскоре происходит убийство двух лесбиянок. Фриленд замечает преступника и гонится за ним, однако тому удаётся скрыться. На совещании полиции выясняется, что девушки скрывали свои отношения от властей и поэтому стёрли друг друга из архива. Однако для этого нужно было воспользоваться помощью хакера.
Сэл решает выманить киберпреступника (подозревая девушку, которую встретил раньше на улице), для чего притворяется богатым брокером по имени Сол Грейсон и снимает проститутку. Позже ищет среди хакеров подозреваемую. Вскоре к нему приходит сообщение от пользователя с ником «Анон», где предлагается встретиться. Сэл узнаёт девушку. Пока он разговаривает с ней, в соседней комнате техник полиции Лестер (Джо Пинг) сканирует её. Фриленд предлагает Анон стереть компрометирующую его связь с проституткой из базы данных, что она с мастерством делает. Анон замечает неладное и под дулом пистолета приказывает Сэлу отвернуться и исчезает, потом отправляя в эфир отредактированные записи с глаз людей.
Комиссар говорит, что это новый уровень хакерства и анонимности, не поддающейся технической идентификации, что угрожает обществу при распространении. Чтобы вновь выйти на хакера, Фриленд покупает наркотики, после чего Анон снова выходит с ним на связь. Они встречаются в новом месте, где после непродолжительного разговора Анон занимается с Сэлом сексом. Но после обнаруживает в данных Фриленда, что он полицейский. Девушке снова удаётся уйти. А детектив находит в соседней квартире убитого Лестера. Анон звонит Сэлу и просит не искать её больше. Разъярённый убийством Лестера он обещает остановить её, она в ответ заявляет, что это только начало. Вскоре хакер начинает подменять зрение Фриленда неприятными сценами и даже показывает смерть сына: тогда Сэл отвлёкся на звонок, а сын погнался за воздушным шариком и попал под машину. Затем Анон начинает стирать хорошие записи из архива Сэла. В замешательстве он выходит из квартиры, и ему кажется, что коридор объят пламенем. Подозревая, что убийца где-то рядом, Сэл стреляет в пустоту. Из-за этого выходит сосед, которого Сэл не убивает только чудом. По дороге на работу он избегает нескольких увечий, но в конце концов попадает в аварию, думая, что перед ним пустая дорога. Объясняет ситуацию подъехавшему напарнику и говорит, что теперь не может верить тому, что видит.
Внезапно приходит ордер на арест Сэла. Есть запись, где он убивает соседа. На допросе Сэл говорит, что это фикция, никаких других доказательств нет, а пуля из трупа явно выпущена не из его пистолета. Но ему не верят. На время расследования его отстраняют от дела, помещают под домашний арест и приставляют надзор. Дома Сэл решает действовать самостоятельно. Вне своего поля зрения он открывает ящик, достаёт пистолет и прячет за пояс. После чего ложится на кровать и делает вид, что засыпает, закрывая глаза. Встав с закрытыми глазами, на ощупь выходит из квартиры, движется к дозорному и оглушает его. Избавившись от слежки, он отправляется туда, где, по его мнению, находится квартира Анон. Догадка оказывается верной. Анон, прячась за стеной, говорит, что знала о наблюдении за собой и специально оставила Сэлу подсказку, а также, что не мучает его иллюзиями. По её мнению, кто-то убивает её клиентов и подставляет её. В качестве доказательства демонстрирует свой архив, из которого ясно, что она не убивала Лестера. Она просит о помощи. Внезапно приезжает полиция, Анон убегает, а Сэла за нарушение условия ареста временно лишают всех прав и полномочий.
Сэл опять дома, но за ним наблюдают уже несколько сотрудников. Но приходит сообщение от Анон – ей нужно встретиться, она зациклила его запись и посылает срочный вызов, чтобы отвлечь дежуривших полицейских. Сэл ждёт, но внезапно его зрение меняется на вид из глаз убийцы. В убийцу кто-то стреляет, и Сэл, продолжая смотреть его глазами, видит, как тот хватает Анон, подкравшуюся сзади. В отражении в зеркале Фриленд видит, что настоящий убийца — Сайрус, который рассказывает, что его наняли искать Анон, но он решил её прикрыть. Она предлагает ему исчезнуть вместе, удалив все записи. Но он отвечает, что память всё равно останется, которую можно стереть, убивая людей. В это время Сэл стреляет вслепую и ранит Сайруса, а затем добивает в коридоре. Анон уходит. На совещании комиссар говорит, что все записи Сайруса были стёрты, а он никого не рекомендовал. Сайрус сам создал рекомендации. Комиссар спрашивает, почему поиски Анон приостановлены, но Сэл просто уходит. Он смотрит восстановленные записи с сыном, стоя на том месте, где до этого встречался с Анон. Она появляется и рассказывает, что специально вывела Сайруса на Сэла, чтобы выманить того. И рассказывает, что как скрывает свой архив: он раскидан по всем людям, буквально по секундам. Сэл говорит, что все люди что-то скрывают, но она отвечает, что Сэл только и делает, что ищет это скрытое, а ей нечего скрывать от Сэла, после чего исчезает.

## В ролях
- Клайв Оуэн — Сэл Фриленд
- Аманда Сейфрид — девушка
- Колм Фиори — детектив Чарльз Геттис
- Соня Уолгер — Кристен
- Марк О'Брайен[англ.] — Сайрус Фрир
- Джо Пинг[англ.] — Лестер Гудман
- Иддо Голдберг — Джозеф Кеник
- Себастьян Пиготт — детектив Варди
- Рэйчел Робертс — Кассандра
- Тойин Ишола — Хлоя Бенитес

## Съёмки
Съёмки фильма начались в сентябре 2016 года в Нью-Йорке.